# مصرف جيهان للاستثمار والتمويل الإسلامي
مصرف جيهان للاستثمار والتمويل الإسلامي مصرف عراقي أهلي أُسس عام 2008 يبلغ رأس المال للمصرف 255 مليار دينار.